# Ceratophora karu
Ceratophora karu är en ödleart som beskrevs av  Rohan Pethiyagoda och MANAMENDRA-ARACHCHI 1998. Ceratophora karu ingår i släktet Ceratophora och familjen agamer. Inga underarter finns listade i Catalogue of Life.